# Буча
Бу́ча — місто України, адміністративний центр Бучанської міської громади й Бучанського району Київської області. Виникло, як полустанок Буча поруч із селом Яблунька у 1901 році під час будівництва Києво-Ковельської залізниці. 
До 9 лютого 2006 року Буча була селищем міського типу в складі Ірпінської міської ради, до 2020 року вважалася містом обласного значення.
День міста в Бучі відзначається 13 вересня. З 17 липня 2020 року Буча — адміністративний центр Бучанського району, що об'єднує 12 громад.
Під час російського вторгнення в Україну у лютому-березні 2022 року російські окупанти здійснили в Бучі масове вбивство цивільного населення, відоме як Бучанська різанина. 24 березня 2022 року Указом Президента України, з метою відзначення подвигу, масового героїзму та стійкості громадян, виявлених у захисті своїх міст під час відсічі збройної агресії РФ проти України, місту Буча присвоєно почесну відзнаку «Місто-герой України».

## Географія
Місто Буча розташоване в Київській області за 25 км на захід від Києва в лісовій зоні. Територія, підпорядкована Бучанській міськраді в межах міста, — 2658,1362 га.
Межує з містом Ірпінь, селищами Ворзель, Гостомель, селами Михайлівка-Рубежівка, Блиставиця, Мироцьке. Місто лежить між невеликими річками Бучею та Рокачем — лівими притоками річки Ірпінь.
Місто включає в себе великий Бучанський міський парк з озером Паркове, площею 52 га, третина території міста розташована в лісопарковій зоні.
Зі сходу на захід центром міста пролягає автошлях міжнародного значення М07 (Київ — Ковель. Через південну частину міста пролягає залізниця Київ — Коростень. У місті розташована залізнична станція Буча та 2 зупинних пункти: Склозаводська та Лісова Буча.
17 липня 2020 року Буча стала адміністративним центром Бучанського району.
Частинами міста, назви яких склалися історично, є Баланівка, Лісова Буча (Бучанка), Мельники́, Склозавод, Яблунька, Ястремщина.
За поясненнями бучанського краєзнавця Анатолія Зборовського, назва міста походить від назви однойменної річки, яка у давнину не була такою спокійною й тихою, як нині — колись вона здіймала бучу (буча — корінна вода, яка піднімається в річці під час скресання криги до меженя, бучадити — піднімати рівень води вище меженя, бучала — вир або залита водою глибока яма). Логічно припустити, що назва річки походить від нуртування води, а не від людського галасу.
17 липня 2020 року Буча стала адміністративним центром Бучанського району — одним з 7 нових районних адміністративних центрів Київської області, що об'єднав 12 громад: Білогородську сільську, Бородянську селищну, Борщагівську сільську, Бучанську міську, Вишневу міську, Гостомельську селищну, Дмитрівську сільську, Ірпінську міську, Коцюбинську селищну, Макарівську селищну, Немішаївську селищну, Пісківську селищну.

## Історія

### До XX століття (Яблунька)

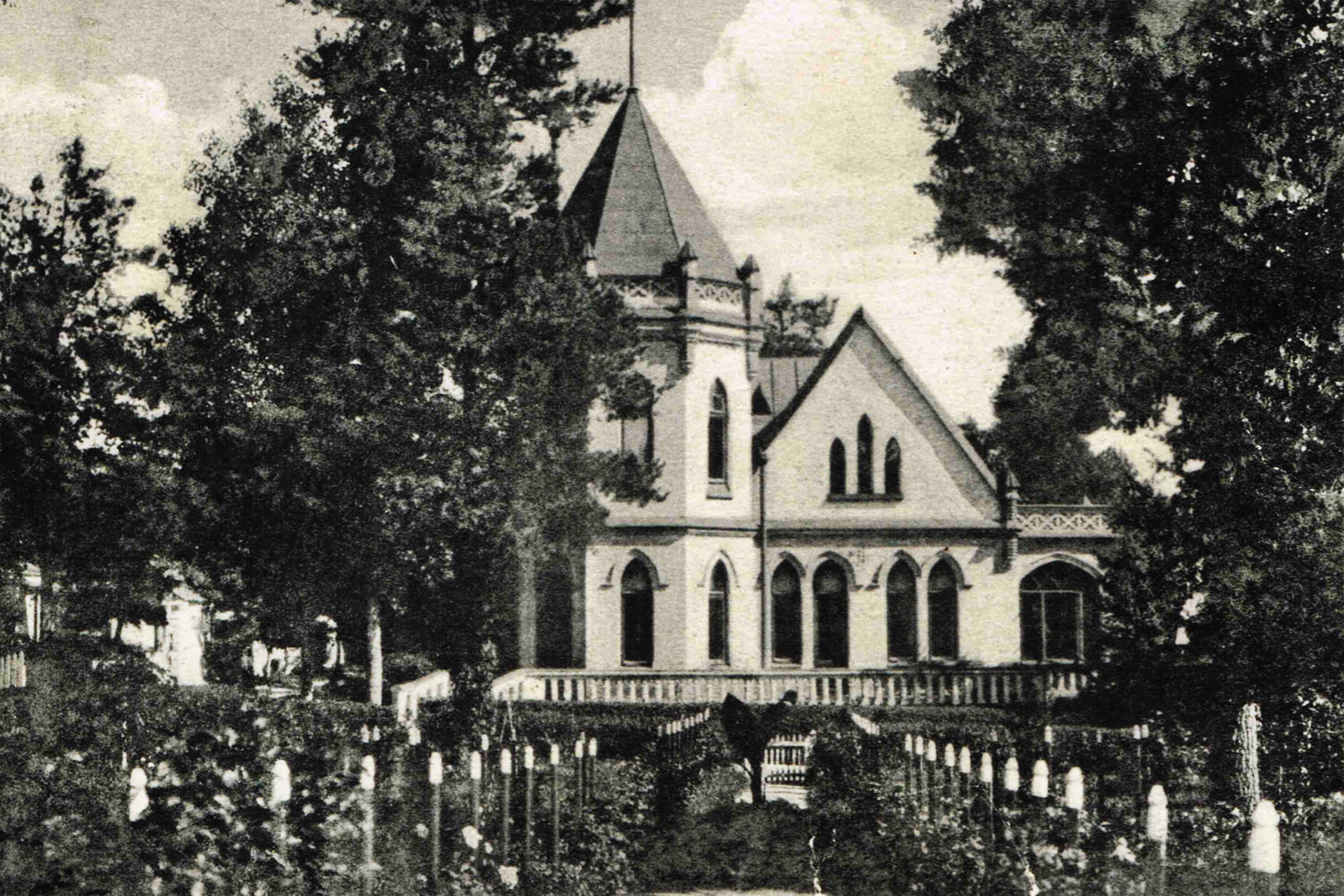
Дача Сокологорського (початок ХХ століття)

Уперше в письмових джерелах топонім «Буча» згадується в 1630 році в стосунку до села Яблунька, що розташувалось на лівому березі річки Буча. Належало воно польському шляхтичеві Ю. Лясоті, який отримав ці землі від графа Миколи Потоцького за героїзм на військовій службі. Землі обробляли місцеві селяни: вирощували жито, пшеницю, гречку, овочі. Наприкінці XIX століття землі перейшли у володіння поміщиків Красовського, Пеховського та Сагатовського.
1868 року син Северина Сагатовського побудував неподалік від села Яблунька цегельний завод, який свого часу був найбільшим підприємством цього краю. Цеглу виробляли дуже високої якості з особистим клеймом «Яблунька». Вона була відома не тільки в Україні, а й за кордоном. А ще на власні кошти він побудував для дітей селян школу, де зараз знаходиться міжшкільний навчально-виробничий комбінат.
Яблунька описана у Географічному словнику Королівства Польського та інших земель слов'янських, виданому 1882 року.
Пан Красовський побудував на території Бучі крохмально-паточний завод, а поряд облаштував два водоймища, з'єднані шлюзом. Підприємство працює й нині, а на мальовничих озерах відпочивають жителі міста.
Селище Буча виникло навколо полустанку Буча під час будівництва Києво-Ковельської залізниці у 1898 році й швидко розбудовувалось, завдячуючи мальовничій місцевості навколо.

### XX століття

#### Розвал Російської імперії та Українська революція
На початку XX століття Буча була дачною місцевістю завдяки мішаному лісу, де переважала сосна, чистому повітрю, відсутності туманів та проточному ставку для купання. Дачні ділянки були розташовані поблизу вокзалу. На станції був лікарський кабінет Південно-Західних залізниць. Найближча аптека знаходилася у Гостомелі. Там же знаходилася і поліцейська дільниця.
Власником ставка був поміщик В. І. Красовський, який дозволяв там купатися, кататися на човні і вудити рибу. Рибу також ловили в річках Рокач, Буча та Ірпінь. В лісі полювали на вальдшнепів, тетеруків, зайців і дрібну дичину.
Вода була кринична. Молочні продукти доставлялися з найближчих сіл і Гостомеля. Вартість найму однієї кімнати на літній сезон у 1909 році становила 35-50 карбованців, а двох кімнат з кухнею і верандою — 70-100 карбованців, дачі (три кімнати, кухня, льох) по Логгіновській вулиці — 150 карбованців, дачі (чотири кімнати, великий передпокій, кухня і веранда) по Семафорній вулиці (тепер Ватутіна) — 250 карбованців. Ділянки землі з лісом для будівництва дач і підприємств коштувала від 10 копійок до 1 карбованця за квадратний сажень (4,55 м²).
В Бучі діяло товариство благоустрою, головою якого був Семен Олександрович Борзяковський. Завдяки цьому товариству у Бучі з березня 1909 року розпочав функціонувати базар.
Через станцію Буча за добу проходило до 12 пар пасажирських поїздів. Квиток від Києва у вагоні II класу коштував 56 копійок, III класу — 32 копійки. Місячні проїзні квитки коштували відповідно 14 і 8 карбованців. Час проїзду з Києва до Бучі становив від 45 хвилин до 1 години
В ході Української революції територія Бучі стала частиною проголошеної ІІІ Універсалом Української Народної Республіки у складі адміністративно-територіальної одиниці Київ. Під час Першої радянсько-української війни опиняється під контролем більшовиків, але згодом деокуповується українською владою в ході контрнаступу. З утворенням Української Держави на чолі з Павлом Скоропадським стає частиною Київської губернії. У ході Другої радянсько-української війни остаточно опиняється під контролем більшовиків.

#### Радянський період
27 лютого 1932 року, за новим адміністративно-територіальним поділом, Буча увійшла до Київської області. У 1938 році отримула статус селища міського типу.
У роки Другої світової війни, під час підготовки до визволення Києва від німецьких військ, у грудні 1943 року у Бучі розташувався командний пункт Першого Українського фронту на чолі з генералом армії М. Ватутіним.
У 1950-х роках в Бучі активно розвивається економіка та соціальна сфера: так, станом на початок 1951 року там діяли великі механізовані торфорозробки, лісопильний завод, скляний завод, крохмало-паточний завод, середня школа, «Зелений театр» на 500 місць та кінотеатр. У 1969 році чисельність населення склала 17 000 мешканців.

### У незалежній Україні

#### Кінець ХХ — початок ХХІ століття
У 2001 році затверджено герб і прапор Бучі, створено дитячу школу мистецтв і дитячо-юнацьку спортивне школу, відзначено 100-річний ювілей Бучі, відкрито стадіон «Ювілейний», реконструйовано залізничний вокзал. Наступного року відкривається новий ринок, відремонтовано відділ зв'язку. У 2003 році створено газету «Бучанські новини», встановлено два світлофори, відкрито медико-соціальний центр та благодійну їдальню. У 2004 проводиться реконструкцію привокзальної площі, парку «Слави», відкрито кіно-мистецький комплекс «Акваріус», перший «Еко-маркет», монумент загиблим в Афганістані. Наступного року побудовано 18 сучасних дитячих та 11 спортивних майданчиків, три вуличних тренажерних майданчики, з'явилася центральна площа — Київська, дитяча школа мистецтв перейшла в нове приміщення. У 2006 році відремонтовано центральний будинок культури, збудовано естраду в парку відпочинку, відкрито пам'ятний знак та парк, присвячений трагічним подіям на Чорнобильській АЕС.
2006—2007 — з 9 лютого 2006 року (чинність з 1 січня 2007 р.) Буча отримала статус міста. У 2007 році відкрито відділ освіти, проведено капітальний ремонт ЗОШ № 4, відкрито Управління праці і соціального захисту населення від наслідків Чорнобильської катастрофи, започатковано проведення щорічного Всеукраїнського фестивалю «Прем'єра пісні», відкрито підземний перехід під трасою М07. У 2008 році проведено капітальний ремонт ЗОШ № 3, відкрито торговельний комплекс «Буча-Пасаж», започатковане традиційне свято «Освітянські обрії». 2009 — відкрито дитячий садочок «Капітошка», капітально відремонтовано дитячі садочки «Козачок» та «Сонячний», відкрито стадіон «Меліоратор», у святі першого дзвоника взяв участь Президент України Віктор Ющенко, встановлено скульптури з пісковика у скверах міста, відкрите кафе «Казка».
2010 року створене Управління пенсійного фонду України у місті Буча, відкрито торговельний центр «Модуль», відкрито муніципальну школу тенісу, відкрито погруддя та парк Тараса Шевченка. У 2014  році міський голова Бучі Київської області Анатолій Федорук посів друге місце у «Рейтингу міських голів» — дослідження, яке було проведено науковцями Київського національного університету імені Тараса Шевченка. При цьому було відмічено високі показники Бучі за рівнем комфортності життя, народжуваності, спорудженню міських парків, низький рівень смертності, захворювань на туберкульоз та онкологічні хвороби. Того ж року було відкрито площу Героїв Майдану.
3 липня 2015 року, на виконання Закону України про декомунізацію, рішенням сесії Бучанської міської ради перейменовано вулиці міста, які пов'язані яким-небудь чином з комунізмом, нацизмом, тоталітарним режимом та історією Росії. У 2016 році було відкрито набережну у Бучанському міському парку і амбулаторію загальної практики сімейної медицини з денним стаціонаром. У 2017 відкрито дитячий садочок «Перлинка» Наступного року відкрито станцію очищення та знезалізення води
У 2019 році  відкрито новий корпус для початкових класів у ЗОШ № 3. Також відкрито нову амбулаторію по вулиці Бориса Гмирі, 11/5, наступного року відкрито гімназію на 800 учнів, кафе McDonald's, два супермаркети — Novus та АТБ, збудовано сквер козацького побуту у межах вулиць Шевченка та Революції. У 2021 році відкрито два торговельні центри — Avenir Plaza та Retail Park Bucha, супермаркет АТБ, реконструйовано фонтан у центрі міста, відкрито спорткомлекс біля ЗОШ №2 ("Академія спорту").

#### Російське вторгнення в Україну
24-25 лютого 2022 року під час намагання захоплення російськими окупантами аеропорту «Антонов» у Гостомелі від боїв у Бучі постраждали перші будинки.
27-28 лютого відбувся перший бій за місто, в результаті якого колону російської техніки було розбито вщент на вулиці Вокзальній, що з’єднує Бучу з Ірпінем. Українські збройні формування і містяни не пустили в бік Києва до Бучі російських окупантів. 3 березня 2022 року росіяни розпочали спецоперацію з захоплення міста, завівши колони військової техніки з трьох боків. 5 березня окупаційні війська закріпилися та увійшли до будівлі Бучанської міської ради. 6 березня російські війська активізували обстріл міста, убивши незліченну кількість мирних жителів. У міськраді повідомили, що мирні жителі сховалися в підвалах і що місто не могло отримати гуманітарну допомогу через постійні артилерійські обстріли. 10-14 березня місцева влада повідомила про організовану евакуацію населення, проте окупанти перешкоджали вивезенню людей. Місто перебувало у тимчасовій окупації 28 днів. 31 березня 2022 року місто було звільнено від російських окупантів. Після звільнення Бучі були виявлені ознаки російських воєнних злочинів, зокрема масових убивств та страт цивільного населення.
3 квітня міністр МЗС України Кулеба закликав Міжнародний кримінальний суд та міжнародні організації приїхати до Бучі та інших міст і селищ Київщини для збору доказів вчинення росіянами воєнних злочинів і злочинів проти людяності. Генеральний секретар ООН Антоніу Гутерреш виступив за проведення незалежного розслідування масових убивств цивільних осіб у Бучі та притягнення винуватців до відповідальності. Аналіз супутникових знімків The New York Times спростовує твердження Росії про те, що вбивство мирних жителів у Бучі, передмісті Києва, сталося після того, як солдати РФ покинули місто. Журналісти-розслідувачі Bellingcat розвінчали спроби росії перекрутити трагічні події у Бучі на Київщині. За даними, опублікованими 7 квітня, 90 % жертв серед мирних жителів міста загинули внаслідок розстрілів росіянами.

#### Після звільнення Бучі
Здійснюється відновлення пошкоджених російськими обстрілами житлових будинків. Для бучанців, помешкання яких зруйновано, збудовано два модульних містечка.
Відновлено та відкрито обидва супермаркета «Novus», а згодом і McDonald's.

## Демографія
Станом на 1875 рік у селі Яблунька (історичний попередник Бучі) мешкала 451 особа православного сповідання. Станом на 1900 рік у Яблунці нараховувалося 148 подвір'їв, проживало 825 осіб, з яких чоловіків — 397, жінок — 428. 1917 року в Бучі постійно мешкало близько 3000 осіб.
Населення Бучі у 2010 році становила близько 35 000 осіб, у тому числі 3008 бучанців шкільного віку. Офіційно зареєстрованих — близько 28 000. Станом на червень 2010 року народжуваність становила 12,3 особи на 1000 населення, смертність 14,9 особи на 1000 населення. У травні 2011 в Бучі понад 130 багатодітних сімей, у тому числі 105 сімей, які виховують три дитини, 11 сімей виховують чотирьох дітей, 5 сімей, які народили п'ятьох дітей, три родини в яких шестеро дітей і одна мама має семеро дітей.
Станом на 2024 рік в Бучі проживало понад 90% довоєнного населення, яке становило близько 38 тисяч осіб. Крім того, Буча прийняла близько 8 тисяч біженців зі східних регіонів України.

### Мовний склад
Рідна мова населення за даними перепису 2001 року:
| Мова            | Кількість | Відсоток |
| --------------- | --------- | -------- |
| українська      | 24936     | 88.18%   |
| російська       | 3206      | 11.34%   |
| білоруська      | 65        | 0.23%    |
| вірменська      | 12        | 0.04%    |
| румунська       | 8         | 0.03%    |
| болгарська      | 6         | 0.02%    |
| інші/не вказали | 46        | 0.16%    |
| Усього          | 28279     | 100%     |

Російське вторгнення в Україну спровокувало нову хвилю українізації в місті, дедалі більшість населення почали спілкуватися українською мовою.

## Влада міста
Бучанська міська рада VI скликання провела своє перше засідання 10 листопада 2010 року. До складу ради входять 35 депутатів — представники семи політичних партій. Голова Бучанської міської ради — Федорук Анатолій Петрович.
У листопаді 2020 року Анатолій Федорук переобрався на посаду Бучанського міського голови. За чинного мера проголосували 8 867 городян, або 52,59% від загальної кількості виборців, що взяли участь в голосуванні.
Бучанська міська рада VIII скликання складається з 32 депутатів з шести фракцій. 

## Економіка
Станом на травень 2010 року в Бучі зареєстровано 2835 платників податків, у тому числі 2152 суб'єкти підприємницької діяльності (приватні підприємці) та 683 підприємства, установи та організації. Станом на квітень 2021 року в Бучі зареєстровано 4464 платника податків, у тому числі 3001 ФОП та 1463 юридичні особи.

### Бюджет
1998 року бюджет Бучі становив 648 тис. гривень. За 10 років бюджет міста виріс більше як у 100 разів. Так, загальний обсяг доходів міського бюджету Бучі на 2010 рік був запланований у сумі — 74,2 млн грн. Загальний обсяг видатків бюджету Бучі на 2010 рік запланований у сумі 74,2 млн грн., у тому числі бюджет розвитку — 5,69 млн грн. Кошти на реалізацію місцевих програм заплановані на суму 2,331 млн грн. За 9 місяців 2010 платники податків Бучі сплатили 30,7 млн грн. податків.
За весь 2010 рік до загального фонду бюджету (без урахування трансфертів з державного бюджету) надійшло 29,5 млн гривень при плані 27,9 млн гривень. Приріст до 2009 становив 27,9 %
У 2019 році бюджет міста становив 524 мільйони 896 тисяч 733 гривень.
Загальний обсяг доходів місцевого бюджету Бучанської міської ради за 2021 рік  склав 1,1  млрд.грн, у тому числі бюджет розвитку – 520,3 млн.грн. До загального фонду бюджету (без урахування трансфертів з державного бюджету) надійшло 524,2  млн гривень при плані 492,3 млн..

### Промисловість
Економічний потенціал Бучанської міської територіальної громади становлять підприємства приладобудівної та деревообробної промисловості, логістичні центри, будівельні та транспортні організації. 
Станом за 2020 рік обсяг реалізованих товарів і послуг по м. Буча склав понад 4,6 млрд. грн, що на 49 % вище за показник  2019 року та становить 0,8% від загального обсягу реалізованої продукції в Київській області.
До найпотужніших промислових підприємств Бучанської міської територіальної громади відносяться:
- ПрАТ «Меліоратор»,
- Державне підприємство «АНТОНОВ»,
- Приватне підприємство «Автомагістраль»,
- Бучанський тарний завод,
- ТОВ НВП «Мадек»,
- Приватне підприємство «Деліція»,
- Група компаній ЮТЕМ,
- Виробничий кооператив «Агробудпостач», та його дочірнє підприємство АТП «Транском»,
- ПАТ «Науково-дослідний інститут склопластиків і волокна»,
- Екологічна компанія «Рада»,
- Поліграфічний виробничо-адміністративний комплекс видавничого дому «АДЕФ-Україна»[49].

Станом на 2020 рік не діють:
- Комунальне підприємство Київської обласної ради «Обласний лісгосп» (розташоване по вул. Полтавській, 4)[50][51][52]
- Бучанський завод склотари;
- Бучанський млин-хлібокомбінат.

### Транспорт

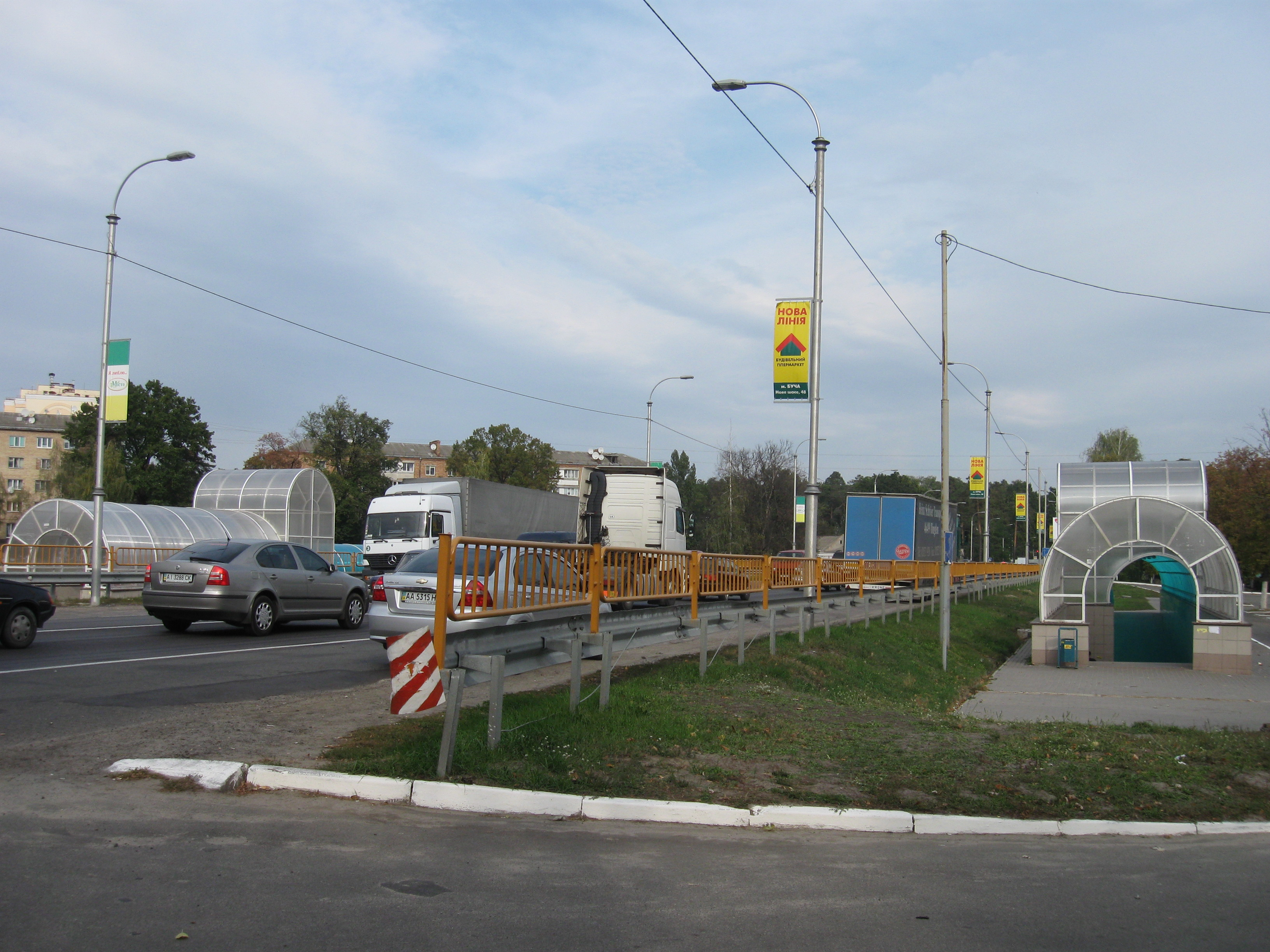
Єдиний підземний пішохідний перехід на «Варшавці».

На території міста розташована залізнична станція Буча та 2 зупинних пункти — Лісова Буча та Склозаводська. Приміським електропоїздом можна потрапити в Київ, Малин, Тетерів, Ірпінь, Клавдієво, Коростень тощо.
З 10 грудня 2017 року запущено 12 пар додаткових електричок Клавдієве — Святошин та Буча — Святошин у години пік. Дорогою до Києва (Святошин) вони зупиняються тільки на станції Ірпінь, тому їдуть буквально 17 хвилин.
Курсують маршрутні таксі № 381 (до станції метро Академмістечко), 421 (до станції метро Героїв Дніпра), 423 (до станції метро Святошин). Також є місцеві маршрутні таксі: № 352(18д) «Буча-Ірпінь», № 343 (3) «Буча (Тарасівський мікрорайон) — Ірпінь», № 361 (2) «Буча-Мироцьке», № 362 (14) «Буча-Гостомель», № 323 (15) «Буча-Блиставиця», № 331 (23) Буча - Гаврилівка, № 338 (16)  Буча - Гостомель та інші. Обслуговуванням усіх таксомоторних маршрутів займається ТОВ «Ірпінське АТП 13250». Рухомий склад представлений автобусами Рута, Богдан А091 та А092, ЗАЗ А07А.
У Бучі діє шість автогаражних кооперативів.
У місті налічується близько 100 вулиць і провулків, два бульвари й одна площа. Основними вулицями Бучі є Вокзальна, Шевченка та Нове шосе. Вулиці Шевченка та Нове шосе є частиною так званої «Варшавки» — М07 автошляху загальнодержавного значення Київ — Ковель. На вулиці Нове шосе знаходиться перший і єдиний підземний пішохідний перехід на весь автошлях «Київ — Ковель — Ягодин». 9 вересня 2010 року після реконструкції відкрито мостовий перехід через річку Ірпінь у Мостищі — поблизу місця, де сполучаються території Гостомеля, Ірпеня та Бучі.

### Зв'язок
У Бучі діють міські відділення поштового зв'язку:
- «Буча»  Відділення «Буча-вузол» Київського Центру поштового зв'язку № 1 (вул. Островського, 20), поштовий індекс 08292[53]
- «Буча-1» Київського Центру поштового зв'язку № 1 (вул. Тарасівська, 23), поштовий індекс 08293[54]
- «Буча-2» Київського Центру поштового зв'язку № 1 (вул. Склозаводська, 3), поштовий індекс 08294[55]
- «Буча-3» Київського Центру поштового зв'язку № 1 (вул. Яблунська, 203Б), поштовий індекс 08295[56]
- «Буча-4» Київського Центру поштового зв'язку № 1 (вул. Бориса Гмирі, 2А), поштовий індекс 08297[57]

Також у місті є три відділення приватного поштового оператора «Нова пошта», та одне — поштового оператора «Делівері».

### Торгівля

Один із двох бучанських «ЕКО-маркетів», вид з автошляху «Варшавка»

Близькість до Києва дає змогу місту широко розвивати споживчий ринок, удале розташування на одній із трас державного значення (Київ-Ковель) дає можливість розміщувати потужні об’єкти торгівлі, які створюють додаткові робочі місця й сприяють наповненню місцевого бюджету.

#### Торгівельні центри
- ТЦ Retail Park Bucha
- ТРЦ Avenir Plaza
- ТЦ Буча-Пасаж
- ТК Варшавський

#### Гіпермаркети
- NOVUS
- Еко-Маркет
- АТБ
- Сільпо
- Фора

У центрі міста працює торговельний центр «Буча-Пасаж». Поблизу залізничної станції розташований промислово-продовольчий ринок ТОВ «Магазин 201», та ще один промислово-продовольчий ринок ТОВ «Кооператор сервіс» між вулицями Володимира Вернадського та Левка Лук'яненка.
27 березня 2010 року в Бучі було відкрито торговий центр «Модуль» площею 25 тис. м², до складу якого входили гіпермаркет будівельних та оздоблювальних матеріалів «Нова лінія», супермаркет ЕКО-маркет, магазин техніки Comfy. Після реконструкції 2020 року торговий центр змінив свою назву на «Епіцентр», а інші магазини було закрито.
23 грудня 2020 року в Бучі відкрито ресторан швидкого харчування McDonald's.
У 2021 році відкрито ТРЦ «Avenir Plaza», у якому розміщено супермаркет «Сільпо», фітнес-клуб групи компаній Fitness Continent, кінотеатр «Filmax» тощо.

## Соціальна сфера: ЖКГ, забезпечення порядку й охорона здоров'я
Співпраця з Холдинговою компанією «Київміськбуд» дала поштовх житловому будівництву й розвитку соціальної інфраструктури міста.

### Житлово-комунальне господарство
Питаннями очищення, благоустрою, озеленення в місті займається Комунальне підприємство «Бучазеленбуд» (КП «Бучазеленбуд»).
Очищення.
Вивозом твердих побутових відходів у місті Буча займається КП «Бучасервіс» та ТОВ «Крамар ЕКО» за контрактом на 5 років (2019—2024 роки) за результатами конкурсу, проведеного в 2018—2019 роках.
Водопостачання.
Станом на березень 2011 року водовідведення в місті становило 3450 м³ на добу. У місті є три комплекси бюветів чистої води по вул. Енергетиків, Тарасівській і Склозаводській. У вересні 2010 року завершилося будівництво резервуару чистої води (РЧВ), що розрахований на 2800 м³ по вулиці Мрії, який обслуговуватиме Ястремщину, Мельники та Лісову Бучу. РЧВ на 1000 кубічних метрів будується по Тарасівській вулиці. У 2018 році відкрито станцію з очищення та знезалізення води. Кількість каналізаційних насосних станцій — 30. Експлуатацію об'єктів водопостачання та водовідведення здійснює КП «Ірпіньводоканал». У 2022 році Бучанська міська рада запустила власний водоканал на базі КП «Бучасервіс».
Електропостачання та освітлення.
На балансі КП «Бучасервіс» 8 трансформаторних підстанцій та 2909 вуличних світильників. Обслуговуванням мереж зовнішнього освітлення в 2020 році в м. Буча займається ТОВ «Старелектро» за результатами тендеру.
Ліфти.
Станом на вересень 2019 року в місті нараховується 59 комунальних ліфтів. Їх обслуговуванням у 2020 році за результатами тендеру займається ДП "Спеціалізоване ремонтно-будівельне управління «Ліфт-3».
Тепло.
Теплопостачання забезпечує ПКПП «Теплокомунсервіс»
Комунальне підприємство «Бучанське бюро технічної інвентаризації» здійснює технічну інвентаризацію об'єктів нерухомого майна, державну реєстрацію правоустановлюючих документів на них, оцінку та облік нерухомості (крім земельних ділянок).

### Громадський порядок і протипожежна безпека
Громадський порядок забезпечує Бучанське міське відділення поліції Ірпінського ВП ГУНП в Київській області, у якому, станом на липень 2019 працює 14 осіб: начальник, заступник начальника, начальник дільничних інспекторів, начальник розшуку, 5 дільничних інспекторів, 3 оперативних уповноважених, працівник чергової частини, старший інспектор паспортного відділення.
Транспортне забезпечення відділу поліції станом на вересень 2019 року становили автомобілі Škoda Rapid, Mitsubishi Outlander, Hyundai Sonata, ВАЗ.
У Бучі розташована «35-та державна пожежно-рятувальна частина» (ДПРЧ). Постійно чергують 5-6, а в гарячу пору — 10 офіцерів. У пожежній частині працює 28 чоловік. На балансі знаходиться три пожежних автомобілі: дві автоцистерни: КрАЗ та ЗІЛ, одна автодрабина ЗІЛ висотою 30 м.

### Охорона здоров'я
Малюкова смертність у Бучі становить 3,1 особи на 1000 народжених (як і в країнах з високим рівнем розвитку). З 1960 року в Бучі не було жодного випадку материнської смертності. Відсутня перинатальна смертність.
У Бучі знаходиться багатопрофільний стаціонар Ірпінської центральної міської лікарні, де проводять понад 2500 операцій на рік
Бучанський центр первинної медико-санітарної допомоги має 7 амбулаторій, у тому числі чотири в місті та по одному в Гаврилівці, Блиставиці, Луб'янці. У складі центру працює денне відділення стаціонару. На балансі центру  — 7 автомобілів. Також працює Бучанський консультативно-діагностичний центр.
У місті є три цвинтарі.

## Освіта

### Історія освіти
Оскільки в другій половині XIX століття тогочасна Яблунька не мала статусу окремого села, а вважалася присілком гостомельської Покровської парафії, то єдина в парафії церковно-парафіяльна школа була спільною для жителів Яблуньки і Гостомеля. Цю школу відкрив 14 листопада 1860 року настоятель парафії, гостомельський священник о. Миронович Михаїл Михайлович. Фундатор і перший завідувач школою служив у Покровському храмі Гостомеля з 1833 року і мав кілька нагород. В 1862 році о. Михаїла замінив о. Власов Євфімій Іоаннович, який завідував школою сім років, він став використовувати послуги світських вчителів, котрі навчали дітей з Гостомеля, Яблуньки, Блиставиці, Озер. Станом на 1875 рік в першому класі навчалося 36 хлопчиків і 8 дівчаток.
В 1869 році завідувати гостомельсько-яблуньською школою був призначений о. Шеломов Михаїл Никанорович, що мав семінарську освіту і певний час працював викладачем Уманського духовного училища. За сумлінне виконання пастирських та педагогічних обов'язків о. Михаїл був нагороджений набедреником, скуфією та камилавкою. В часи його наставництва в школі почала викладати випускниця Київського університету імені святого Володимира Сьомацька Єпістимія Марківна.
З 1884 року діти з Гостомеля і Яблуньки навчалися під керівництвом о. Олександра Красовського, який починав свій трудовий шлях шкільним учителем у м. Обухів.
У 1890 році під керівництвом о. Олександра Красовського у Яблуньці відкрито окрему церковнопарафіяльну школу грамоти, котрою також завідувало гостомельське духовенство. В 1900 році в ній вчилося 26 першокласників і 6 першокласниць.
З 1899 року діти Яблуньки мали можливість відвідувати державну школу Гостомеля, підпорядковану міністерству народної освіти, однак церковно-парафіяльна школа продовжувала функціонувати. Останнім її наставником був о. Кремінський Андрій Левович, котрий прибув до гостомельської парафії в 1903 році. На початку Першої світової війни школу було закрито. В 1915 році вона відновила своє існування до приходу радянської влади.

### Сучасні освітні заклади

Мозаїка на вулиці Ярослава Мудрого.

У Бучі діють Український гуманітарний інститут, 4 школи, 1 гімназія, 1 навчально-виховний комплекс, 4 дошкільні та 3 позашкільні заклади, Бучанська спеціалізована загальноосвітня школа-інтернат I-III ступенів з поглибленим вивченням іноземних мов, бібліотеки, будинки культури.
Професійно-технічна освіта в Бучі представлена Навчально-курсовим комбінатом. З позашкільних освітніх закладів діють Бучанська дитяча школа мистецтв імені Левка Ревуцького, Бучанський центр позашкільної роботи, Бучанська дитяча юнацька спортивна школа, Ірпінський еколого-технічний центр. Центр створений у 1998 році шляхом реорганізації Станції юних натуралістів та Станції юних техніків.
У 2020 році відкрито нову будівлю Бучанської української гімназії, яка входить до 100 найкращих закладів України за результатами ЗНО-2019 року

## Культура, медіа

Скульптура з пленеру (2009) на вулиці Героїв Майдану. Станом на липень 2023 знесена.

Виставка великих вуличних писанок

Головний заклад культури Бучі — Центральний будинок культури та Будинок культури на вулиці Яблунівській. Фонд міської дитячої бібліотеки нараховує понад 20 тисяч примірників літератури, а фонд бібліотек для дорослих становить понад 40 тисяч примірників.
У Бучі розташована редакція щомісячного інформаційно — просвітницького бюлетеню «Громадянське суспільство», заснованого Ірпінським товариством «Просвіта» і зареєстрованого в 2000 році.
З 1985 року діє Бучанський клуб спортивних видів єдиноборств «Фенікс», у якому мають можливість займатися діти з 6 років. 9 вересня 2010 на базі тенісного клубу «Кампа» (лат. Campa) відкрито Бучанську муніципальну тенісну школу.. У 2001 році в Бучі відкрито стадіон «Ювілейний», на якому виступав футбольний клуб «Буча» (ФК «Буча»), який брав участь у чемпіонаті Київської області до 2011 року. Після цього на цей час на стадіоні виступають ФК «Оболонь-Бровар» та ФК «Меліоратор». У місті є ще один стадіон зі штучним покриттям. ФК «Буча» в 2010 році став володарем Кубку Київської області.
Від травня 2003 року в Бучі видається місцеве суспільно-політичне видання — газета «Бучанські новини» (головний редактор — Ірина Левченко).
У 2011 році в місті відкрито бучанський міський парк площею 52 га, який має два озера з фонтанами, озеро Паркове з пляжем, екстрім-парк розваг «Шалена Білка» та зону дитячих атракціонів.
З 2005 року в Бучі щорічно проходять фінальні концерти пісенного фестивалю «Прем'єра пісні». У 2009 році в Бучі проводився пленер скульпторів «Небесне в розкоші земній». Десять скульптур після закінчення пленеру були подаровані місту і прикрасили її вулиці і сквери. У 2011 році у Бучі відбувся Всеукраїнський фестиваль хореографічних колективів «Зірки танцю». У 2012 році фестиваль було вирішено зробити міжнародним та традиційним. З 2013 року в місті проходить міжнародний фестиваль «О-фест» та різноманітні фестивалі на базі Бучанського міського парку.
14 жовтня 2018 року було відкрито Пластовий вишкільний центр на землях Бучанського центру позашкільної роботи. 31 жовтня 2018 року на позачерговій сесії міської ради було ухвалено рішення про створення Молодіжної ради міста.
13 вересня 2019 року Лесик Панасюк і Дарина Гладун опублікували свій проєкт брендингу міста Буча.
1 травня 2020 року на пасхальні свята Бучанською міською радою було встановлено виставку великих писанок.
У листопаді 2021 році було розроблено та затверджено на сесії Бучанської міської ради бренд-бук громади, символом Бучі став паросток, що зростає.

## Спорт
Бучанська дитяча юнацька спортивна школа №23 відкрита в Бучі у 2001 за адресою: 08292, м. Буча, вул.Островського, 36. Занняття проводяться за такими видами спорту: баскетбол, волейбол, дзюдо, легка атлетика, настільний теніс, футбол. Директор: Гайдай Олег Олександрович. В 2008 за показниками матеріально-технічної бази, спортивного оснащення, школа входить до п’ятірки найкращих ДЮСШ Київської області.
24 серпня 2021 року в місті відкрито багатофункціональний ігровий спорткомплекс – комунальну установу «Академія Спорту».

## Релігія

### Християнство
У Бучі представлені лише християнські конфесії і деномінації: православні, греко-католики, протестантські та неопротестантські. 

### Православ'я

Церква Святого Апостола Андрія Первозваного (ПЦУ).

У Бучі діють православні громади української юрисдикції:

#### Православна церква України
- Церква Всіх святих землі Української та святого Апостола Андрія Первозваного ПЦУ. З 1996 настоятель парафії — отець Андрій Галавін[86]. 2010 року на бульварі Богдана Хмельницького парафія «Всіх святих землі Української» почала спорудження храму на честь святого апостола Андрія Первозванного та Всіх Святих. Загальна площа церкви — 930 м², висота — 43 м. Собор двоповерховий, розрахований на 300 парафіян. Нагорі розміщена церква святого Андрія Первозванного. У нижній стилобатній частині — церква на честь всіх святих землі Української. Церква під час окупації в березні 2022 року стала символом стійкості та незламності мешканців Бучі в протидії росіянам. На її території розташовувалася Братська могила, з якої ексгумували 117 тіл мешканців міста. Місцева влада заявила про намір збудувати на території храму меморіал пам’яті всіх загиблих Бучанського району[87].
- Церква Почаївської ікони Божої Матері. Парафія першою у місті під час повномасштабної війни Росії проти України вийшла з юрисдикції Московського патріархату та приєдналася до Православної церкви України[88][89].
- Церква Святого Великомученика Дмитрія Солунського. 23 вересня 2023 року парафія вийшла з УПЦ МП та приєдналася до Православної Церкви України[90].
- Парафія святих апостолів Петра і Павла ПЦУ.[91].

### Українська Греко-Католицька Церква
Парафія св. Луки УГКЦ знаходиться в Бучі за адресою: вул. Яблунська 374. Заснована 8 серпня 2011 р. Богослужіння відбуваються в каплиці, планується будова храму та парафіяльного освітньо-соціального центру. При парафії діє катехитична школа для дітей, спільнота жінок і матерів, родичі яких загинули на війні. Щороку, в першу суботу березня, парафія УГКЦ проводить Хресну дорогу по вул. Яблунській, в пам'ять невинно вбитих жертв в Бучі в часі російської інвазії. На парафії звершують священниче служіння священники: отець Василь Чудійович та отець Василь Підлубний.

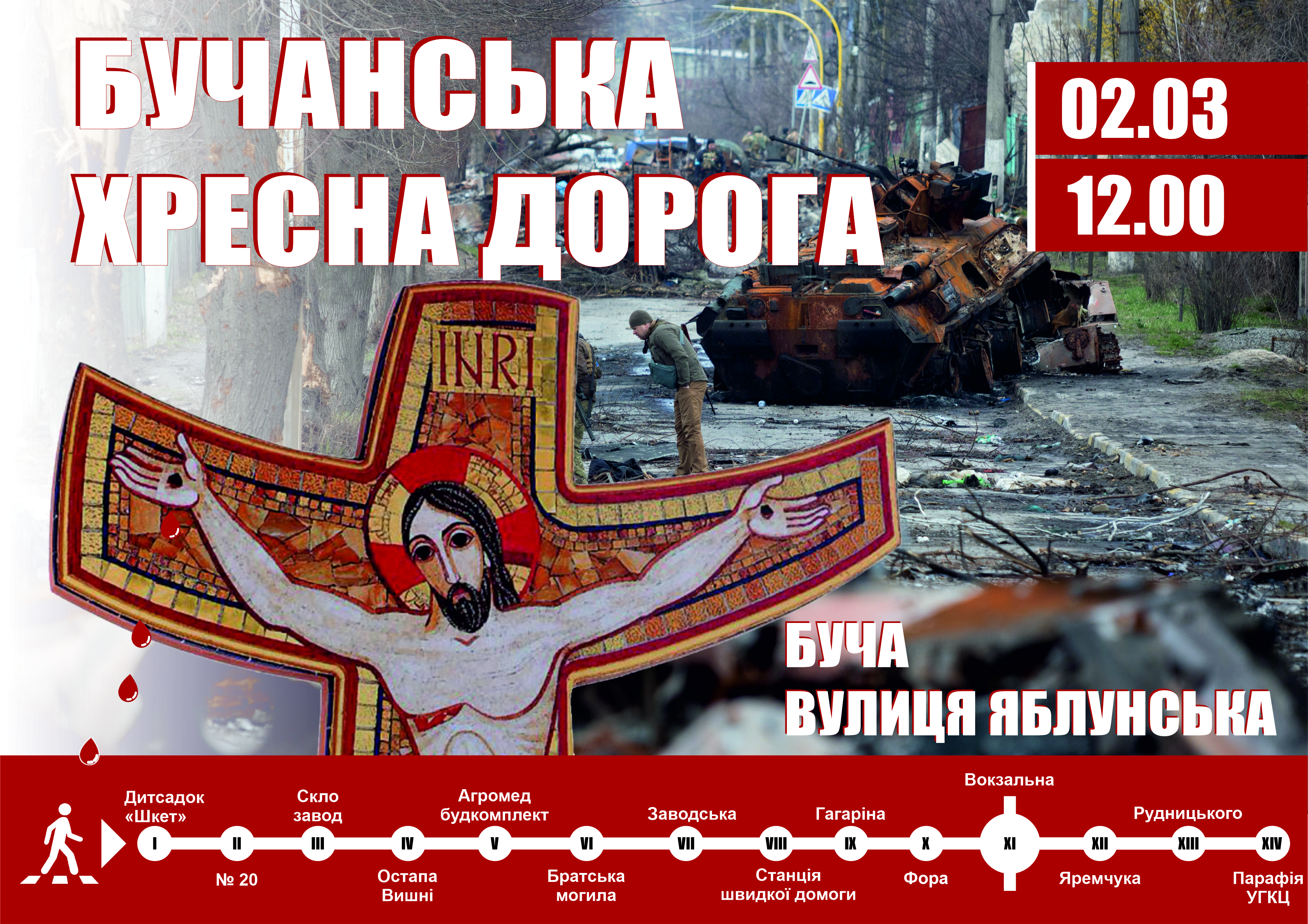
Бучанська Хресна дорога по вул. Яблунській, щороку (перша субота березня)

### Протестантизм
Церква «Віфанія» (баптизм)
Церква адвентистів сьомого дня

### Іслам
Мусульманська релігійна громада "Решад"

### Інше
Також у місті діє Зал царства Свідків Єгови.

## Пам'ятники і архітектура

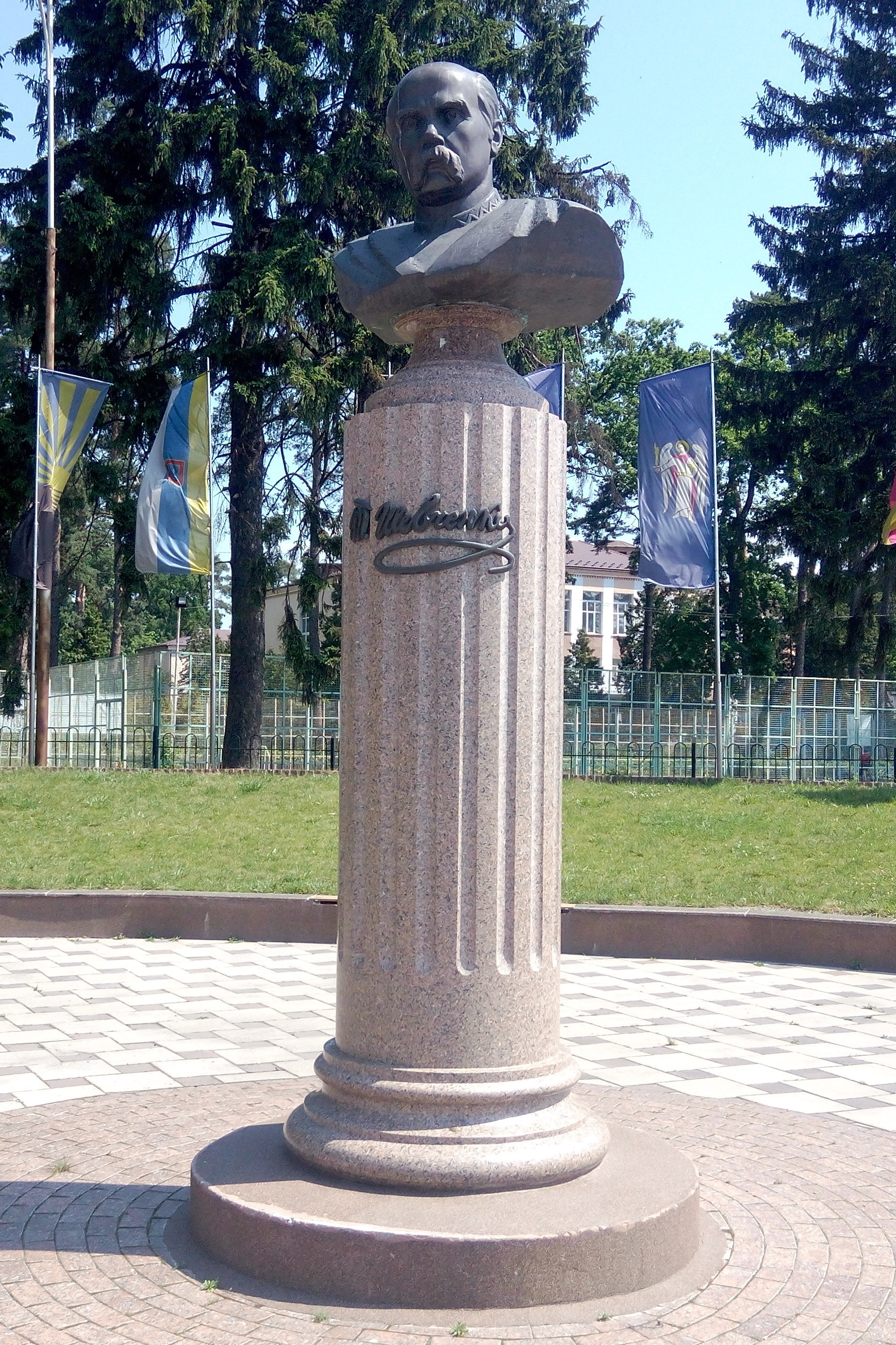
Погруддя Тараса Шевченка.

В Бучі любили відпочивати столичні міщани та інтелігенція. До наших днів збереглася споруда в стилі замку — дача радника правління Києво-Ковельської залізниці Штамма. Проте зараз ця споруда фактично зруйнована після років занедбання і пожежі: будь-яких дій для збереження архітектурної пам'ятки не вживають ані міська рада, ані структура, котрій належить історичний будинок — Управління охорони здоров'я м. Києва. Не менш вишуканою була й дача відомого київського адвоката Неметті та його дружини, актриси Інсарової: серед розкішного саду було створене озеро, де граціозно плавали білі та чорні лебеді. В останній стадії руйнування і без будь-якого догляду перебувають також інші архітектурні пам'ятки Бучі: будинок Гната Лясковського (1897 р.), дача академіка Є. О. Патона, садиба проф. В. Б. Камінського, кілька дерев'яних будинків з мереживним оздобленням кінця XIX — початку XX століття (вул. Києво-Мироцька, Шевченка, Вокзальна та ін.). В середині 2000-х років було безповоротно знищено дачний будинок композитора Л. Ревуцького.
У місті встановлені пам'ятники і пам'ятні знаки:
- Алея Пам'яті і пам'ятник на вшанування загиблих у Великій Вітчизняній війні
- Пам'ятник Невідомому солдату в мікрорайоні Склозаводський;
- Пам'ятник Воїнам-«афганцям»;
- Погруддя Тарасові Шевченку, урочисто відкрите на вулиці Вокзальній[92].

Станом на 27 травня 2011 року у Бучі зареєстровані та знаходяться на утриманні Бучанської міської ради дев'ять культурно-історичних об'єктів.

## Міста-побратими
- Бергамо, Італія[94]
- Бергіш-Гладбах, Німеччина[95]
- Білгород-Дністровський, Україна
- Буча, Угорщина
- Кавадарці, Північна Македонія
- Катовиці, Польща[96]
- Кашкайш, Португалія
- Ковель, Україна
- Оспадолетто, Італія
- Паланга, Литва
- Пон-де-Шерюї, Франція
- Пщина, Польща
- Саннес, Норвегія
- Тячів, Україна
- Тушин, Польща
- Шкоф'я-Лока, Словенія
- Штрассен, Люксембург[97]
- Ярошин, Польща[98]
- Кочев'є, Словенія[99]

### Міста-партнери
- Олбані, США[100]
- Слов'янськ, Україна[101]

## Люди
Див. також: Почесні громадяни Бучі.

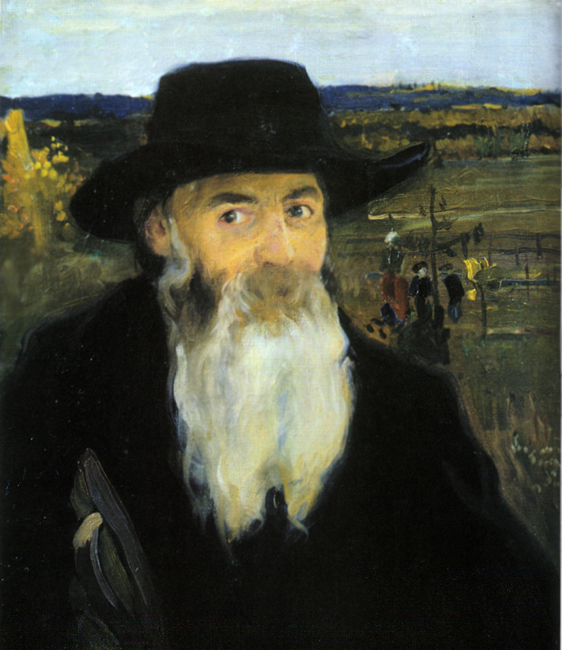
«Старий вчитель». Портрет Миколи Мурашка роботи Олександра Мурашка (1906).

У Бучі провели частину життя, працювали і відпочивали:
- Білецький Андрій Олександрович (1911–1995, Буча) — український мовознавець, почесний член Грецької і Кіпрської академії наук, а також Кіпрського і Грецького археологічних товариств, поліглот[102].
- Булгаков Михайло Опанасович (1891–1940) — письменник. 1900 року батько письменника, Афанасій, доцент кафедри Київської духовної академії, купив у пана Красовського дві десятини землі і спорудив дачу для своєї родини, яка щоліта приїздила до Бучі. Дача згоріла в 1918. 15 травня 2011 на місці дачі встановлений пам'ятний знак Михайлу Булгакову.
- Мазін Сергій Петрович (1985—2022) — підполковник Збройних сил України; учасник російсько-української війни.
- Мурашко Микола Іванович (1844–1909, Буча) — український художник, засновник Київської школи живопису. Жив у Бучі (на території теперішньої школи-інтернату).
- На великій веранді митця збиралися друзі, сусіди, влаштовувались театральні вистави. Микола Мурашко помер у Бучі в 1909.
- Камінський Вітольд Болеславович (1859–1931, Буча) — лікар-гідропат, автор збірки «Друг здравія», де зібрані рецепти лікування водою.
- Носов Микола Миколайович (1908–1976) — радянський письменник, дитинство провів в Ірпені, у 1920-х роках працював на цегельному заводі у Бучі.
- Патон Євген Оскарович (1870–1953) — український вчений у галузі зварювальних процесів і мостобудування. Академік АН УРСР. З 1904 року в Бучі щоліта відпочивала родина майбутнього академіка.
- Ревуцький Левко Миколайович (1889–1977) — український композитор. З 1904 року в Бучі щоліта відпочивала родина композитора. Сьогодні його ім'я носить місцева дитяча школа мистецтв.

У різні часи до Бучі приїздили Марія Заньковецька та Максим Рильський, Володимир Сосюра, Ігор Шамо та інші.
- Власенко Василь Михайлович (1921–2012) — український учений в галузі хімічної технології, кінетики і каталізу, доктор хімічних наук (1967), професор (1971), член-кореспондент НАН України (1976), заслужений діяч науки і техніки України (1991), лауреат Державної премії України в галузі науки і техніки (1970), премії ім. Л.Писаржевського АН УРСР (1984), премії Ради Міністрів СРСР (1990). Автор більш ніж 300 публікацій, зокрема 7 монографій, 50 авторських свідоцтв і патентів.
- Антоненко Василь Миколайович (1971–2015) — солдат Збройних сил України, учасник Російсько-української війни.
- Пасічник Віктор Анатолійович (1976–2014) — старший лейтенант Збройних сил України, учасник Російсько-української війни.
- Старов Олександр Олександрович (1979–2014) — старшина ЗС України, учасник Російсько-української війни.
- Яворський Олексій Олексійович (1965–2015) — сержант Збройних сил України, учасник Російсько-української війни.
- Борис Патон (1918–2020) — український науковець, металург, інженер, політик, винахідник, почесний громадянин Бучі.
- Згорський Дмитро Іванович (1929–2010) — український письменник. Дитинство та юнацькі роки провів у Бучі.
- Любов Панченко (1938–2022) — українська художниця, почесна громадянка міста Бучі.
- Василь Стріхович (1940–2014) — український звукооператор та звукорежисер, заслужений діяч мистецтв України — з 2005 проживав у Бучі[103].
- Олександр Кислюк (1962–2022) — український поліглот і перекладач.
- Язова Ірина Георгіївна - лікар-терапевт, яка в окупованій Бучі (2022) продовжувала рятувати людей.

Сучасники:
- Алла Диба (1951) — українська літературознавиця і письменниця.
- Олег Жупанський (1952) — український поет, перекладач і видавець.
- Олена Степаненко (1974) — українська поетка, перекладачка, журналістка.
- Олександр Моцар (1975) — український письменник і журналіст.
- Олексій Жупанський (1980) — український письменник, перекладач і видавець.
- Сергій Прилуцький (1980) — білоруський/український письменник і перекладач.
- Олег Коцарев (1981) — український письменник, перекладач і журналіст.
- Євген Синельников (1981) — співавтор, режисер та колишній ведучий тревел-шоу «Орел і решка».
- Юлія Бережко-Камінська (1982) — українська письменниця і журналістка.
- Юлія Стахівська (1985) — українська поетка, ілюстраторка та журналістка.
- Лесик Панасюк (1991) — український поет, перекладач, дизайнер і перформер.
- Дарина Гладун (1993) — українська письменниця, перекладачка, перформерка та дослідниця.

## Світлини

Вулиця Енергетиків (центр міста)
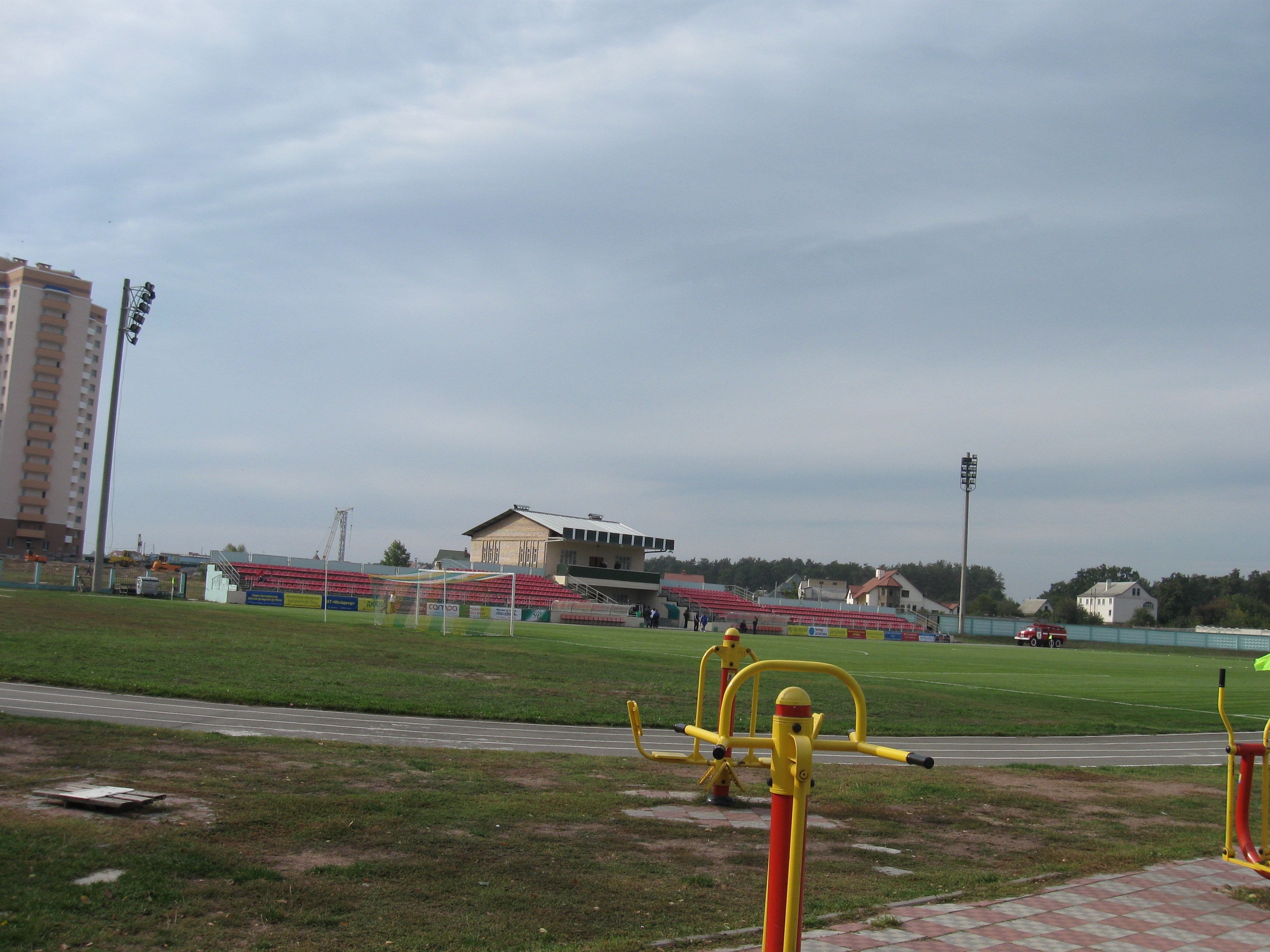
Міський стадіон
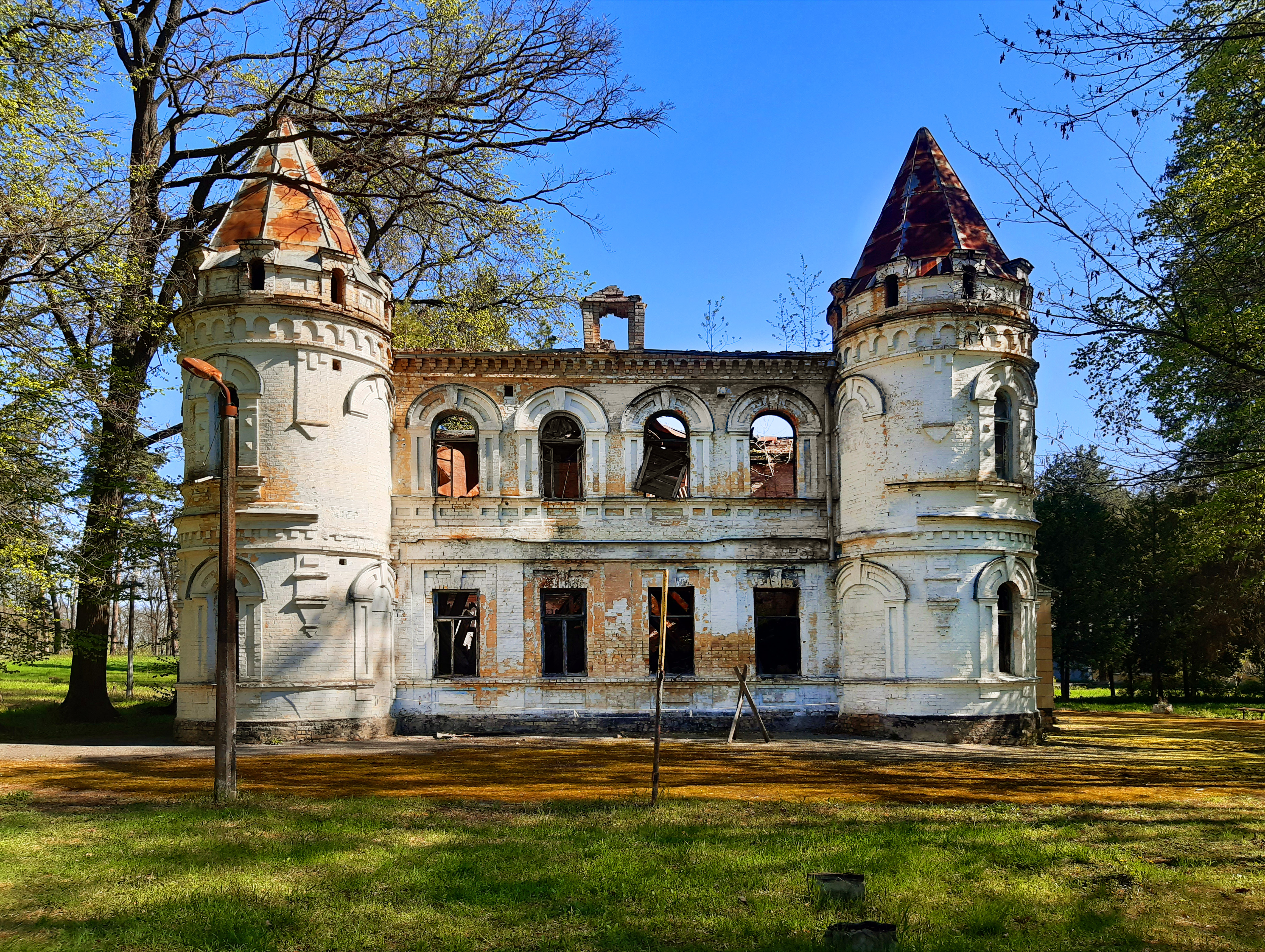
Дача радника правління Києво-Ковельської залізниці Штамма
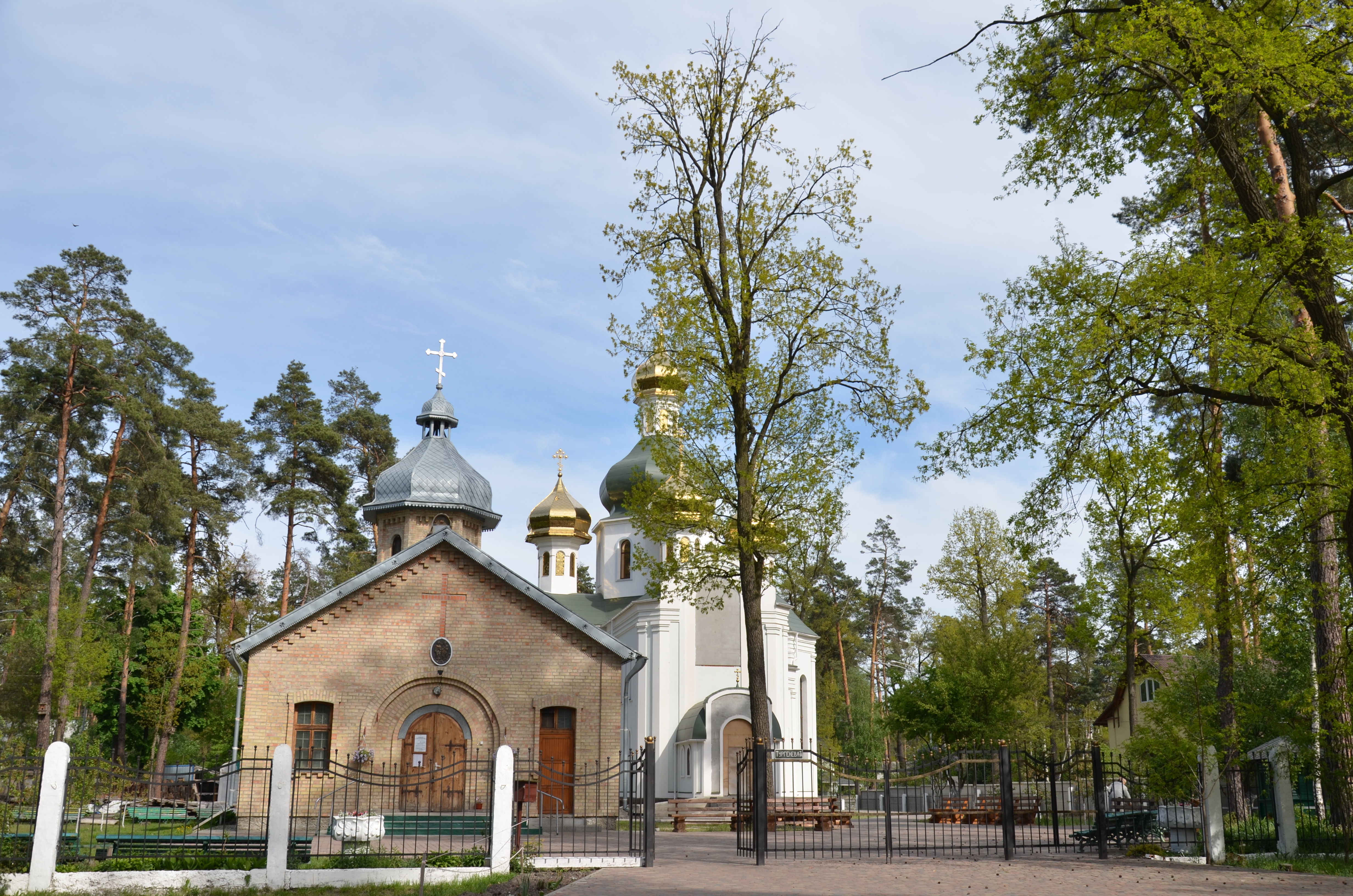
Церква Петра і Павла (УПЦ МП)
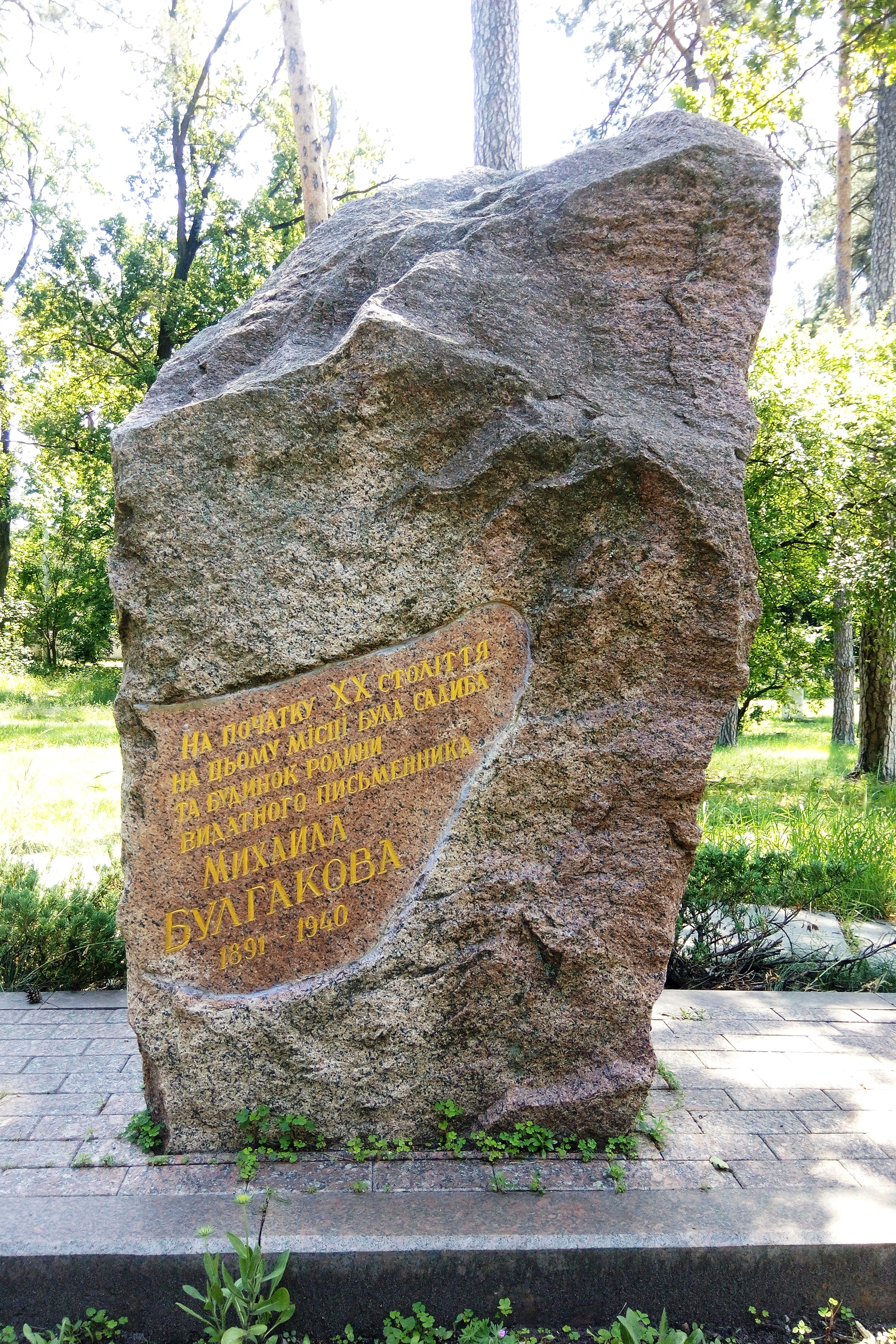
Меморіальна дошка на місці садиби Булгакових (демонтовано)
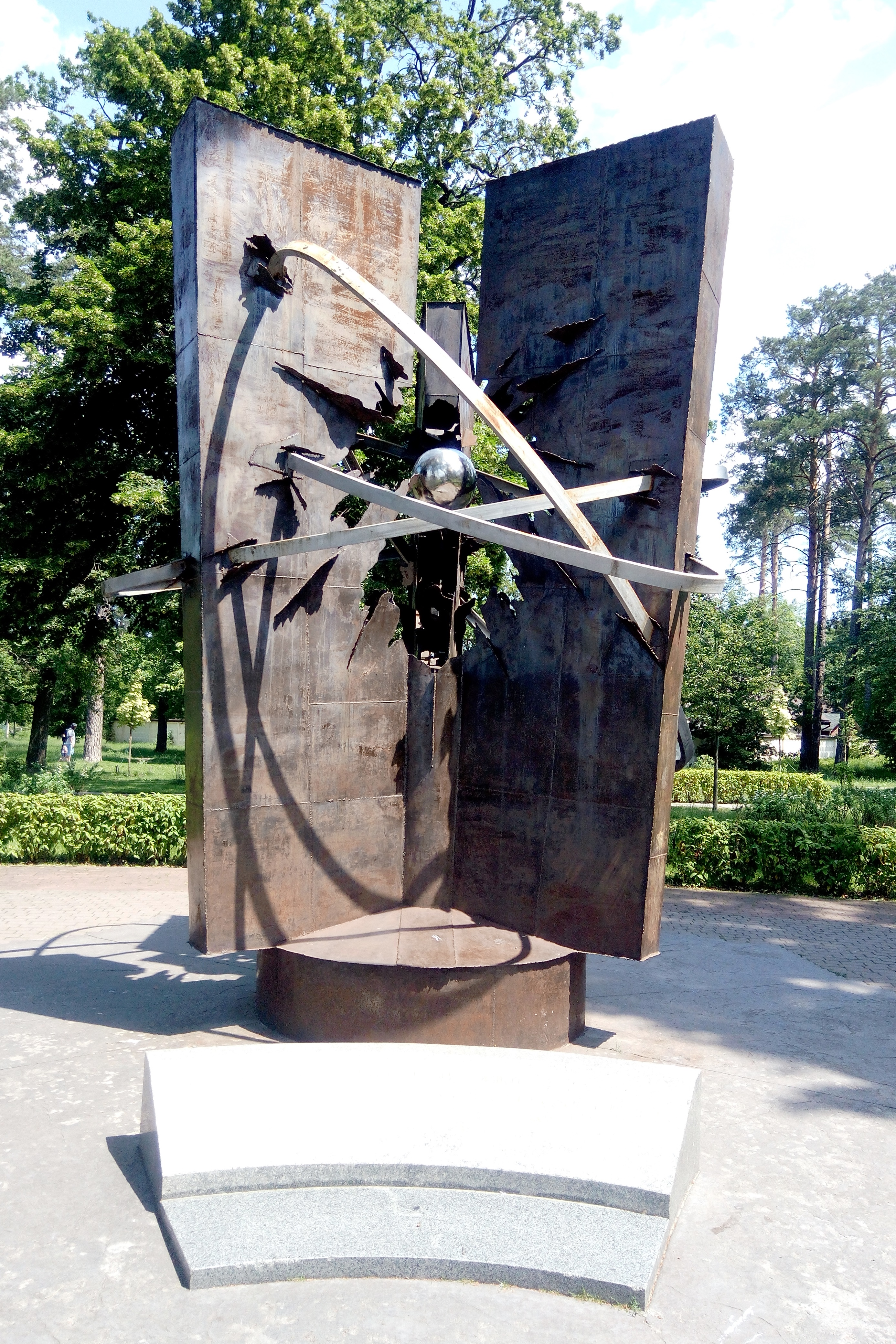
Пам'ятник "Мирний атом"
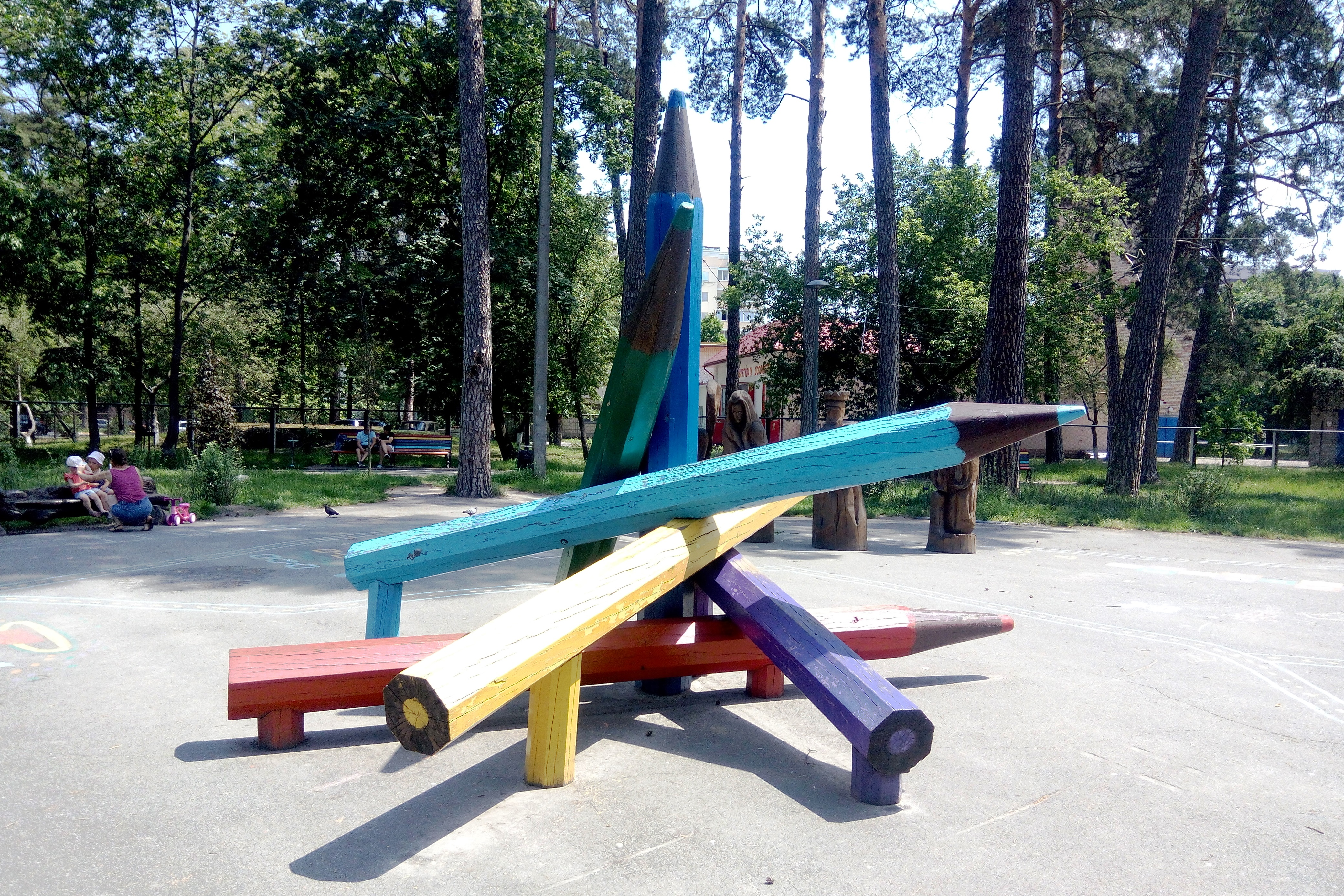
Лавка "Олівці"
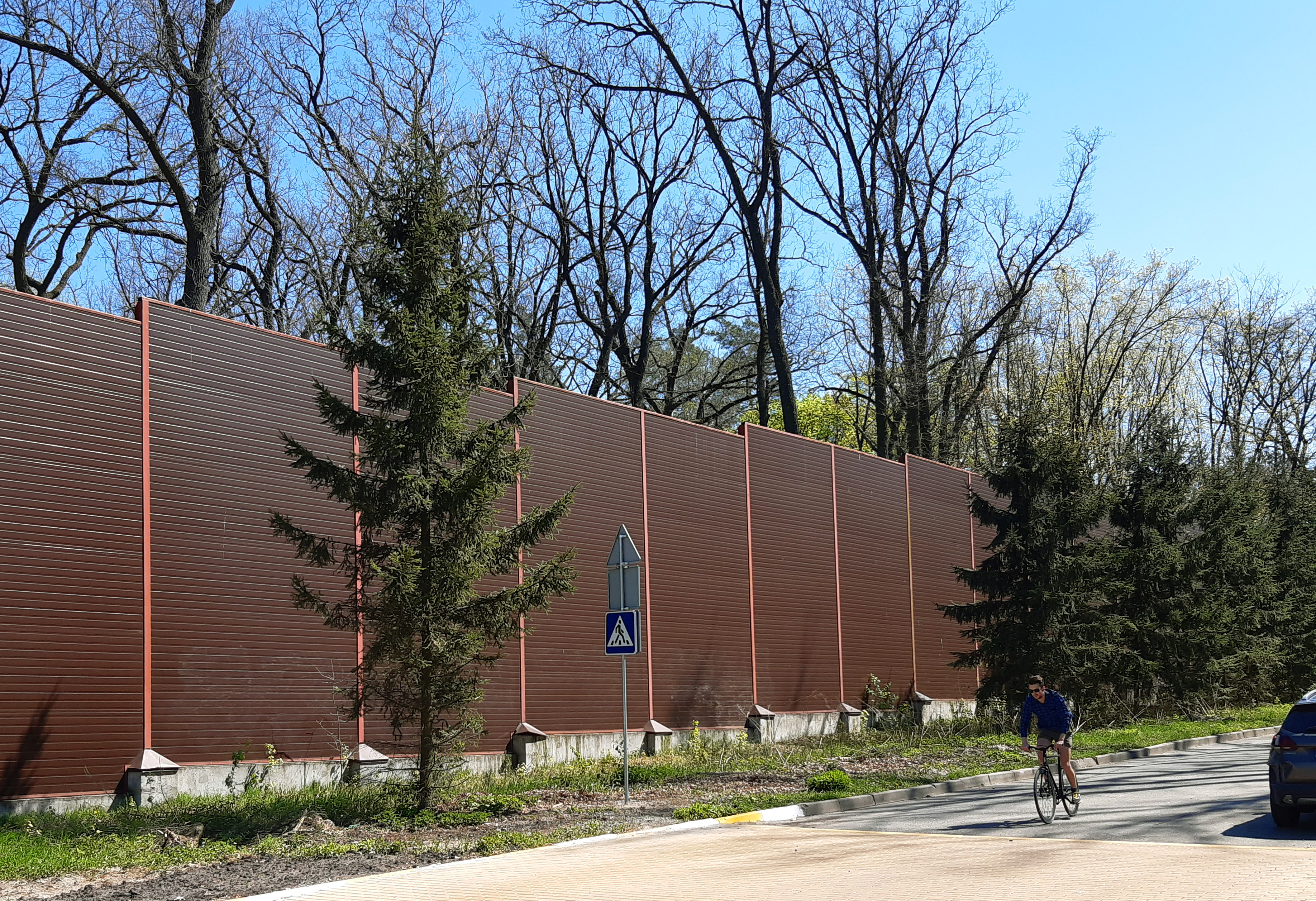
Паркан навколо «Бучанського Межигір'я» (Сілезька вулиця)
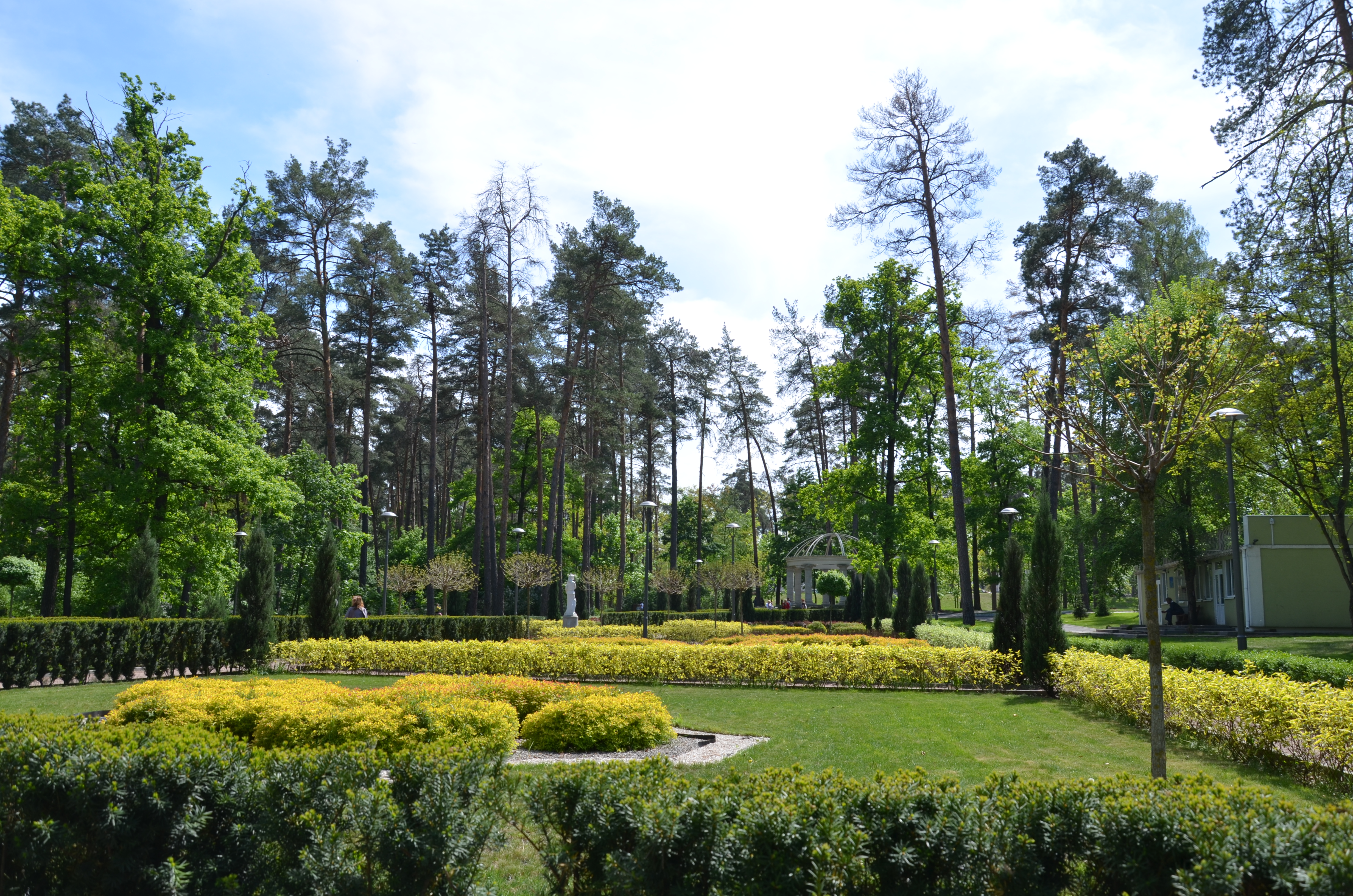
Бучанський міський парк
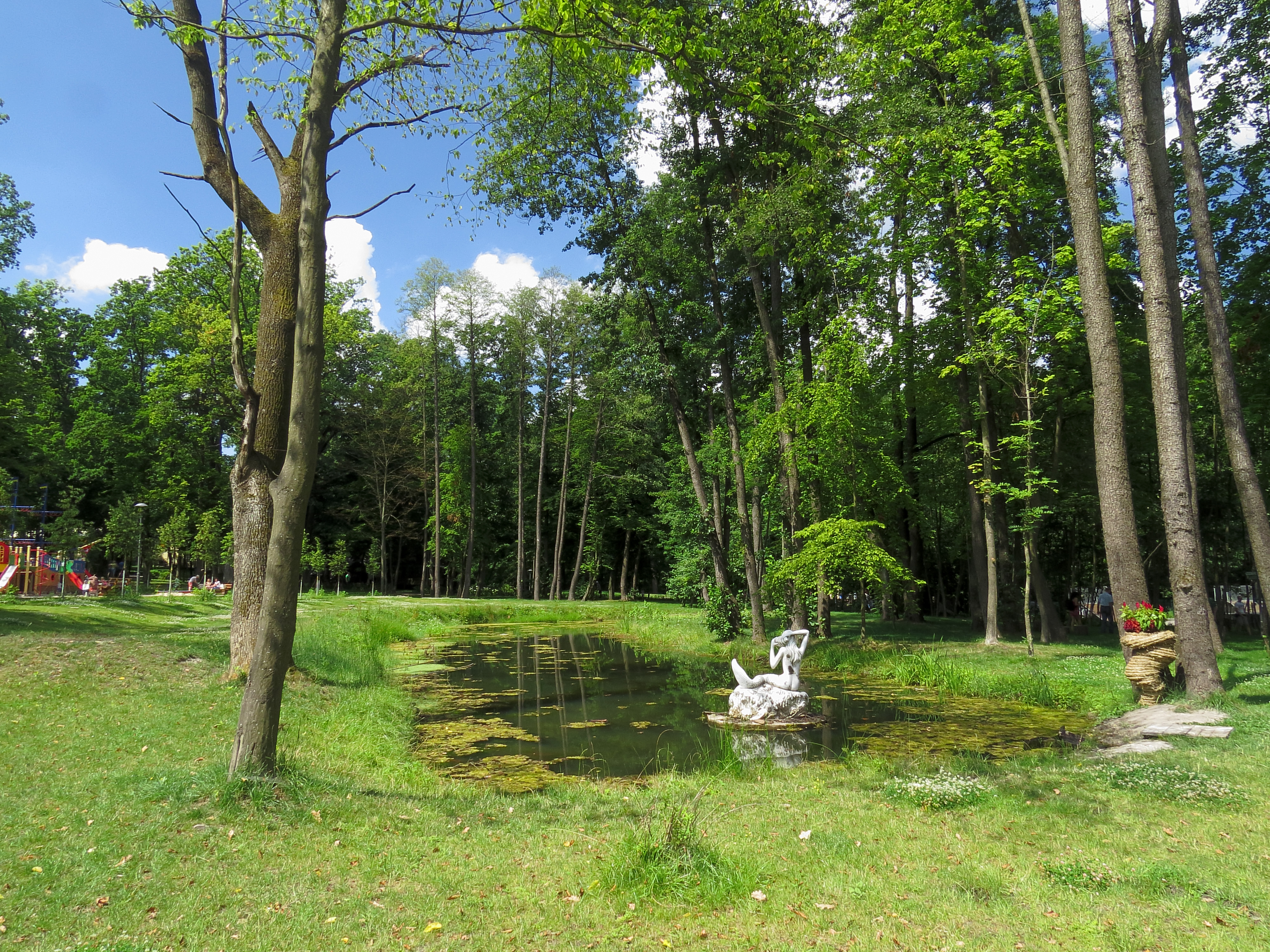
Бучанський міський парк